# Campeonato do Mundo de Hóquei em Patins Feminino de 2016
O Campeonato do Mundo de Hóquei em Patins Feminino de 2016 foi a 13ª edição desta prova. Realizou-se na cidade Iquique, nos dias 24 de setembro a 1 de outubro.

## Participação por Continentes
| Americano                                      | Europeu                                 | Africano            | Asiatico |
| ---------------------------------------------- | --------------------------------------- | ------------------- | -------- |
| Argentina Brasil Chile Colômbia Estados Unidos | Alemanha Espanha França Itália Portugal | África do Sul Egito | Índia    |

## Fase de Grupos

### Grupo A
| Time        | J | V | E | D | GP | GC | SG  | Pts |
| ----------- | - | - | - | - | -- | -- | --- | --- |
| Argentina Q | 4 | 4 | 0 | 0 | 40 | 1  | +39 | 12  |
| Itália Q    | 4 | 2 | 1 | 1 | 22 | 4  | +18 | 7   |
| Colômbia Q  | 4 | 2 | 1 | 1 | 24 | 12 | +12 | 7   |
| Brasil      | 4 | 1 | 0 | 3 | 13 | 26 | −13 | 3   |
| Egito       | 4 | 0 | 0 | 4 | 1  | 56 | −55 | 0   |

|           | Argentina | Itália | Colômbia | Brasil | Egito |
| --------- | --------- | ------ | -------- | ------ | ----- |
| Argentina | —         | 3-0    | 9-1      | 14–0   | 14–0  |
| Itália    | —         | —      | 1–1      | 5–1    | 16–0  |
| Colômbia  | —         | —      | —        | 6–2    | 16–0  |
| Brasil    | —         | —      | —        | —      | 10–1  |
| Egito     | —         | —      | —        | —      | —     |

### Grupo B
| Time          | J | V | E | D | GP | GC | SG  | Pts |
| ------------- | - | - | - | - | -- | -- | --- | --- |
| Espanha Q     | 3 | 3 | 0 | 0 | 22 | 2  | +20 | 9   |
| Portugal Q    | 3 | 2 | 0 | 1 | 17 | 5  | +12 | 6   |
| França Q      | 3 | 1 | 0 | 2 | 11 | 10 | +1  | 3   |
| África do Sul | 3 | 0 | 0 | 3 | 0  | 33 | −33 | 0   |

|               | Espanha | Portugal | França | África do Sul |
| ------------- | ------- | -------- | ------ | ------------- |
| Espanha       | —       | 4–0      | 7–2    | 11–0          |
| Portugal      | —       | —        | 3–1    | 14–0          |
| França        | —       | —        | —      | 8–0           |
| África do Sul | —       | —        | —      | —             |

### Grupo C
| Time           | J | V | E | D | GP | GC | SG  | Pts |
| -------------- | - | - | - | - | -- | -- | --- | --- |
| Chile Q        | 3 | 3 | 0 | 0 | 34 | 0  | +34 | 9   |
| Alemanha Q     | 3 | 2 | 0 | 1 | 19 | 5  | +14 | 6   |
| Estados Unidos | 3 | 1 | 0 | 2 | 8  | 22 | −14 | 3   |
| Índia          | 3 | 0 | 0 | 3 | 0  | 27 | −27 | 0   |

|                | Chile | Alemanha | Estados Unidos | Índia |
| -------------- | ----- | -------- | -------------- | ----- |
| Chile          | —     | 4–0      | 12–0           | 18–0  |
| Alemanha       | —     | —        | 10–1           | 9–0   |
| Estados Unidos | —     | —        | —              | 7–0   |
| Índia          | —     | —        | —              | —     |

## Apuramento Campeão

### Quadro de Jogos
|  | Quartas de final | Quartas de final |          |           | Semifinais     | Semifinais     |  |  | Final | Final |
|  |                  |                  |          |           |                |                |  |  |       |       |
|  | 29 Set           |                  |          |           |                |                |  |  |       |       |
|  |                  |                  |          |           |                |                |  |  |       |       |
|  | Chile            | 2                |          |           |                |                |  |  |       |       |
|  | Chile            | 2                | 30 Set   |           |                |                |  |  |       |       |
|  | França           | 3                |          |           |                |                |  |  |       |       |
|  | França           | 3                | França   | 0         |                |                |  |  |       |       |
|  | 29 Set           |                  | França   | 0         |                |                |  |  |       |       |
|  |                  | Portugal         | 5        |           |                |                |  |  |       |       |
|  | Alemanha         | Portugal         | 5        | 4         |                |                |  |  |       |       |
|  | Alemanha         |                  | 1 Out    | 4         |                |                |  |  |       |       |
|  | Portugal         | 5                |          |           |                |                |  |  |       |       |
|  | Portugal         | 5                | Portugal | 2(0)      |                |                |  |  |       |       |
|  | 29 Set           |                  | Portugal | 2(0)      |                |                |  |  |       |       |
|  |                  | Espanha          | 2(1)GO   |           |                |                |  |  |       |       |
|  | Espanha          | Espanha          | 2(1)GO   | 4         |                |                |  |  |       |       |
|  | Espanha          | 30 Set           |          | 4         |                |                |  |  |       |       |
|  | Itália           | 0                |          |           |                |                |  |  |       |       |
|  | Itália           | 0                | Espanha  | 2         | Terceiro lugar | Terceiro lugar |  |  |       |       |
|  | 29 Set           |                  | Espanha  | 2         | Terceiro lugar | Terceiro lugar |  |  |       |       |
|  |                  | Argentina        | 1        |           |                |                |  |  |       |       |
|  | Argentina        | Argentina        | 1        | 5         | França         | 0              |  |  |       |       |
|  | Argentina        |                  |          | 5         | França         | 0              |  |  |       |       |
|  | Colômbia         | 0                |          | Argentina | 4              |                |  |  |       |       |
|  | Colômbia         | 0                |          |           | 4              |                |  |  |       |       |
|  |                  |                  |          |           |                |                |  |  |       |       |
|  |                  |                  |          |           |                |                |  |  |       |       |

### 5º ao 8º lugar
|  | Etapa classificatória | Etapa classificatória |   |          | Quinto lugar | Quinto lugar |  |
|  |                       |                       |   |          |              |              |  |
|  | 30 Set                |                       |   |          |              |              |  |
|  | Chile                 | 4                     |   |          |              |              |  |
|  | Alemanha              | 2                     |   |          |              |              |  |
|  |                       |                       |   |          |              |              |  |
|  |                       |                       |   |          | 1 Out        |              |  |
|  |                       |                       |   |          | Chile        | 3            |  |
|  |                       | Colômbia              | 0 |          |              |              |  |
|  |                       |                       |   |          |              |              |  |
|  |                       |                       |   |          |              |              |  |
|  |                       |                       |   |          | Sétimo lugar |              |  |
|  | 30 Set                | 30 Set                |   | 1 Out    | 1 Out        |              |  |
|  | Itália                | 1                     |   | Alemanha | 0(1)         |              |  |
|  | Colômbia              | 3                     |   |          | Itália       | 0(2)GP       |  |

### 9º/13º lugar
| Time           | J | V | E | D | GP | GC | SG  | Pts |
| -------------- | - | - | - | - | -- | -- | --- | --- |
| Brasil         | 4 | 4 | 0 | 0 | 23 | 8  | +15 | 12  |
| Estados Unidos | 4 | 3 | 0 | 1 | 22 | 7  | +15 | 9   |
| África do Sul  | 4 | 2 | 0 | 2 | 14 | 15 | −1  | 6   |
| Índia          | 4 | 1 | 0 | 3 | 26 | 4  | +22 | 3   |
| Egito          | 4 | 0 | 0 | 4 | 3  | 58 | −55 | 0   |

|                | Brasil | Estados Unidos | África do Sul | Índia | Egito |
| -------------- | ------ | -------------- | ------------- | ----- | ----- |
| Brasil         | —      | 5–3            | 3–2           | 5–2   | 10–1  |
| Estados Unidos | —      | —              | 6–2           | 7–0   | 6–0   |
| África do Sul  | —      | —              | —             | 5–4   | 6–0   |
| Índia          | —      | —              | —             | —     | 7-2   |
| Egito          | —      | —              | —             | —     | —     |

## Classificação Final
| Pos | País           |
| --- | -------------- |
| 1   | Espanha        |
| 2   | Portugal       |
| 3   | Argentina      |
| 4   | França         |
| 5   | Chile          |
| 6   | Colômbia       |
| 7   | Itália         |
| 8   | Alemanha       |
| 9   | Brasil         |
| 10  | Estados Unidos |
| 11  | África do Sul  |
| 12  | Índia          |
| 13  | Egito          |

### Internacional
- Noticias do Hóquei em todo o Mundo
- Mundook-Actualidade Mundial do Hóquei Patinado (em Português)
- hoqueipatins.pt-Actualidade Mundial do Hóquei Patinado